# Volleybalvereniging Orion 2017-2018 (maschile)
Questa voce raccoglie le informazioni riguardanti il Volleybalvereniging Orion nelle competizioni ufficiali della stagione 2017-2018.

## Organigramma societario
Area direttiva
- Presidente: ?

Area tecnica
- Allenatore: Redbad Strikwerda

## Rosa
| N° | Nome                | Ruolo | Data di nascita   | Nazionalità sportiva |
| -- | ------------------- | ----- | ----------------- | -------------------- |
| 1  | Maikel van Zeist    | C     | 16 settembre 1994 | Paesi Bassi          |
| 2  | Dik Heusinkveld     | C     | 20 aprile 1990    | Paesi Bassi          |
| 3  | Stijn Held          | P     | 3 novembre 1994   | Paesi Bassi          |
| 4  | Colin Zuijdgeest    | S     | 8 settembre 1998  | Paesi Bassi          |
| 5  | Joris Marcelis      | O     | 10 dicembre 1984  | Paesi Bassi          |
| 6  | Erik van der Schaaf | S     | 12 dicembre 1993  | Paesi Bassi          |
| 7  | Pim Kamps           | S     | 25 ottobre 1987   | Paesi Bassi          |
| 8  | Freek de Weijer     | P     | 30 ottobre 1995   | Paesi Bassi          |
| 9  | Twan Wiltenburg     | C     | 20 gennaio 1997   | Paesi Bassi          |
| 10 | Rob Jorna           | L     | 3 ottobre 1992    | Paesi Bassi          |
| 11 | Tom Buijs           | S     | 26 novembre 1987  | Paesi Bassi          |
| 12 | Seain Cook          | S     | 19 novembre 1991  | Scozia               |

## Statistiche

### Statistiche dei giocatori
| Giocatore         | Challenge Cup | Challenge Cup | Challenge Cup | Challenge Cup | Challenge Cup |
| Giocatore         | P             | PT            | AV            | MV            | BV            |
| ----------------- | ------------- | ------------- | ------------- | ------------- | ------------- |
| T. Buijs          | 4             | 22            | 19            | 2             | 1             |
| S. Cook           | 4             | 57            | 46            | 7             | 4             |
| F. de Weijer      | 4             | 3             | 0             | 1             | 2             |
| S. Held           | 4             | 11            | 6             | 2             | 3             |
| D. Heusinkveld    | 4             | 19            | 11            | 5             | 3             |
| R. Jorna          | 4             | 0             | 0             | 0             | 0             |
| P. Kamps          | 3             | 9             | 5             | 2             | 2             |
| J. Marcelis       | 4             | 60            | 50            | 5             | 5             |
| E. van der Schaaf | 4             | 9             | 8             | 1             | 0             |
| M. van Zeist      | 3             | 5             | 3             | 1             | 1             |
| T. Wiltenburg     | 3             | 18            | 13            | 5             | 0             |
| C. Zuijdgeest     | 0             | 0             | 0             | 0             | 0             |

P = presenze; PT = punti totali; AV = attacchi vincenti; MV = muri vincenti; BV = battute vincenti

NB: Non sono disponibili i dati relativi alla Eredivisie, alla Coppa dei Paesi Bassi e alla Supercoppa olandese